# Jakob Friedrich Ludovici
Jakob Friedrich Ludovici (* 19. September 1671 in Wachholzhagen bei Treptow an der Rega, Landkreis Greifenberg i. Pom., Hinterpommern; † 14. Dezember 1723 in Gießen) war ein deutscher Rechtswissenschaftler.

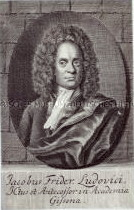
Jakob Friedrich Ludovici um etwa 1722

Ludovici wurde in dem hinterpommerschen Kirchdorf Wachholzhagen geboren, als sein Vater, Jacob Ludovici (* 2. August 1630, † 1703 in Pagenkopf), dort Prediger war. Der Vater wurde später Propst und Pastor in Jacobshagen, Landkreis Saatzig, verlor diese Anstellung jedoch bald und ging 1696 nach Pagenkopf, Landkreis Naugard, um dort wieder als Prediger zu wirken. Ludovicis Großvater väterlicherseits, Georg Ludovici, war Prediger in Werben, Landkreis Pyritz, gewesen.
Von 1688 an besuchte Ludovici das Collegium Groeningianum in Stargard in Hinterpommern, das er mit der Hochschulreife verließ. 1690 immatrikulierte er sich an der Universität Königsberg, um Rechtswissenschaften zu studieren. 1692 kam er nach Stargard zurück, um sich unter der Anleitung des Juristen Nitzen eines etwa fünf Jahre währenden juristischen Praktikums zu unterziehen.
1697 entschloss er sich, an der neu errichteten Universität Halle eine Hochschullaufbahn in Angriff zu nehmen. Die dortigen Lehrstühle des Fachbereichs Jura bekleideten zu dem Zeitpunkt Stryk für praktisches Recht, Brunnemann für Deutsches Staatsrecht, Ludewig für Lehnsrecht und Böhmer für Kirchenrecht. Der Schritt erwies sich für Ludovici als glücklich, denn er wurde von den akademischen Amtsträgern mit Wohlwollen aufgenommen und auch gefördert. Besonders gefördert wurde er von Stryk und dem Philologen Christoph Cellarius.
Zwar hatte er anfangs mit ärmlichen Lebensumständen zu kämpfen, doch nachdem er eine Lehrbefugnis erworben hatte, gelang es ihm bald, eine Hörerschaft um sich zu versammeln und als Dozent festen Fuß zu fassen. Er verteidigte gleich am Anfang seiner akademischen Karriere eine Streitschrift des Christian Thomasius. 1711 wurde er Professor der Rechte und 1716 Hofrat in Halle. Er verfasste eine Reihe auflagenstarker juristischer Fachbücher.
1721 ging er als Professor der Rechte nach Gießen. Er wurde dort Vizekanzler der Universität. 
In Gießen erlitt Ludovici im Dezember 1723 einen Schwächeanfall, der von starken Schluckbeschwerden, Atemnot und Schüttelfrost begleitet war und der am darauffolgenden Tag zu seinem Tod führte. Er wurde nur 52 Jahre und drei Monate alt. 
Im Jahr 1702 hatte Ludovici eine Tochter von Cellarius geheiratet. Aus der Ehe gingen zwei Söhne und drei Töchter hervor.

## Werke (Auswahl)
- Untersuchung des Indifferentismi Religionum, 1700
- Jurium Licentiati, Delineatio historiae juris divini, naturalis et positivi universalis, Renger, Halle und Magdeburg 1701 (Digitalisat)
- Collegium juris Feudalis, 2. Auflage, Zeitler, Halle und Magdeburg 1712 (Digitalisat).
- Einleitung zum Civil-Proceß, Waisenhaus, Halle 1704, 13. Auflage, ebenda, 1769 (Digitalisat).
- Einleitung zum Peinlichen Proceß, Waisenhaus, Halle 1707, 13. Auflage, ebenda, 1770 (Digitalisat)
- Einleitung zum Concurs-Prozeß, Waisenhaus, Halle 1710, 10. Auflage, ebenda, 1749 (Digitalisat).
- Einleitung zum Wechsel-Proceß, Waisenhaus, Halle 1712, 10. Auflage, ebenda, 1753 (Digitalisat).
- Einleitung zum Consistorial-Proceß, Waisenhaus, Halle 1713, 10. Auflage, ebenda, 1762 (Digitalisat).
- Einleitung zum Kriegs-Proceß, Waisenhaus, Halle 1714. 10. Auflage, ebenda, 1771 (Digitalisat).
- Einleitung zum Lehns-Proceß, Waisenhaus, Halle 1718, 8. Auflage, ebenda, 1752 (Digitalisat)
- Sachsenspiegel, Halle 1720, Neuauflage, ebenda, 1750.